# Inetd
inetd (internet service daemon) é um daemon super-servidor mais antigo disponível para sistema operacionais UNIX e Linux. Por esse motivo, ele não foi compilado para usar o TCP Wrapper. Logo, deve ser explicitado em seu arquivo de configuração /etc/inetd.conf.